# A Little South of Sanity
A Little South of Sanity – trzeci album koncertowy zespołu Aerosmith. Wydany 20 października 1998 roku.

## Lista utworów
- "Eat the Rich" – 5:08
- "Love in an Elevator" – 5:26
- "Falling in Love (Is Hard on the Knees)" – 3:16
- "Same Old Song and Dance" – 5:32
- "Hole in My Soul" – 5:35
- "Monkey on My Back" – 4:08
- "Livin' on the Edge" – 5:20
- "Cryin'" – 4:58
- "Rag Doll" – 4:12
- "Angel" – 5:38
- "Janie's Got a Gun" – 5:03
- "Amazing" – 5:15
- "Back in the Saddle" – 5:58
- "Last Child" – 4:58
- "The Other Side" – 4:13
- "Walk on Down" – 3:38
- "Dream On" – 4:39
- "Crazy" – 5:39
- "Mama Kin" – 4:02
- "Walk This Way" – 4:20
- "Dude (Looks Like a Lady)" – 4:16
- "What It Takes" – 5:11
- "Sweet Emotion" – 5:41